# 雨具
雨具（あまぐ）とは、雨の日に体が濡れないように防護する道具や衣服。
雨の降る日は気温が低い場合が多く、体が濡れると気化熱により体温が奪われてしまう。また、衣服が濡れてしまうと着替えに困るので雨の日に体を濡らさないように工夫がされてきた。

## 代表的な雨具

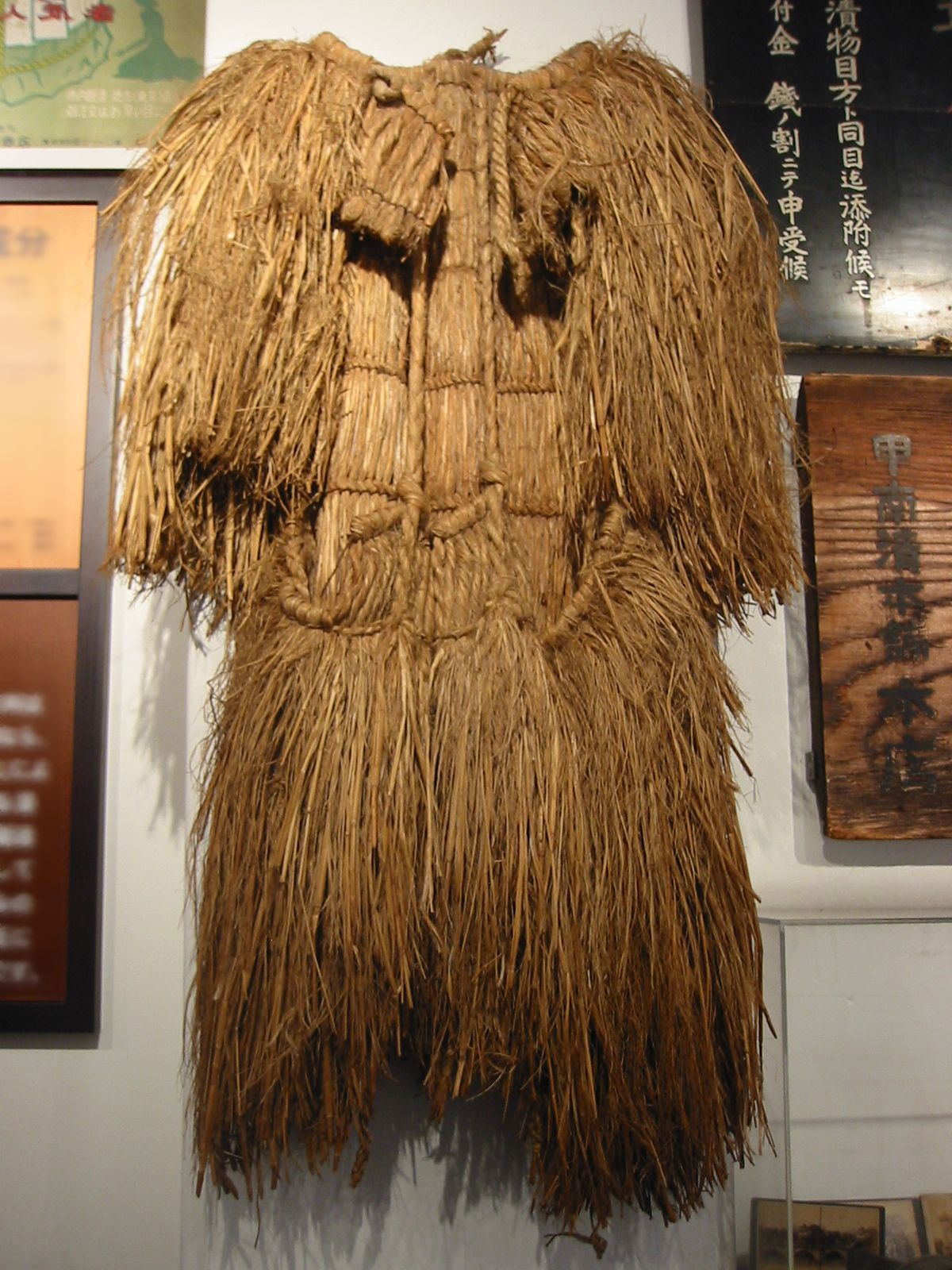
蓑

- 手に持つ道具
  - 傘（かさ）
- 帽子類
  - 菅笠（すげがさ）
  - レインハット
- 衣服類
  - 蓑（みの）
  - 雨合羽（あまがっぱ）
  - レインコート
  - レインスーツ
  - レインポンチョ
- 靴類
  - ゴム長靴（レインブーツ）